# Аль-Хефни, Ратиба
Ратиба Аль-Хефни (араб. رتيبة الحفنى‎,
1931 — 16 сентября 2013, Каир, Египет) — оперная певица (сопрано), первый директор Каирского оперного театра, председатель Арабского музыкального общества, профессор Высшей школы арабской музыки. Деятельность Ратибы Аль-Хефни оказала большое влияние на развитие оперного и музыкального искусства в Египте.

## Биография
Ратиба Аль-Хефни родилась в музыкальной семье. Её отец Мухаммед Ахмед Аль-Хефни писал книги о музыке, бабушка по материнской линии была немецкой оперной певицей.
Начальное музыкальное образование Ратиба Аль-Хефни получила на Факультете музыкального образования в Каире. Ратиба играла на фортепиано с пятилетнего возраста и достигла уровня концертирующего пианиста, но предпочла заняться пением. Аль-Хефни училась также игре на уде и кануне. В 1950 году Ратиба получила диплом Института преподавателей музыки и сразу была назначена ректором вновь созданного Института арабской музыки, а после его преобразования в 1962 году в Высшую школу арабской музыки стала её деканом. Специализировалась в качестве руководителя хора в Институте оперного пения. В течение трёх лет училась оперному вокалу в Мюнхене, изучала фольклорное искусство в Берлинском университете имени Гумбольдта и защитила кандидатскую диссертацию по теме «Фаюмские свадебные песни». Свободно говорила на арабском и немецком языках, достаточно хорошо знала французский и итальянский. Ратиба Ель-Хефни стала первой профессиональной оперной певицей в Египте.
Ратиба Аль-Хефни была основателем первого детского хора в Египте, затем Каирского оперного детского хора, ансамбля арабской музыки имени Умм Кульсум, ансамбля религиозной музыки, ансамбля национальной арабской музыки. На протяжении двух десятилетий она вела на радио и телевидении программы, посвящённые арабской музыке. В 1988 году назначена директором нового Каирского оперного театра, с 1990 года стала консультантом театра. На протяжении многих лет, вплоть до 2010 года Ратиба Аль-Хефни была руководителем Центра развития талантов под эгидой Каирского оперного театра. В конце 1990-х стала председателем Арабского музыкального общества, созданного в рамках Лиги арабских государств и впоследствии переизбиралась на эту должность каждые четыре года. Ратиба Аль-Хефни написала несколько научно-популярных статей об арабской музыке и музыкантах, учебник сольфеджио, участвовала в создании детской музыкальной энциклопедии.

## Вокальная карьера
Певица считала своим первым важным выступлением «Весёлую вдову» Франца Легара в Каире в 1961 году, это было первое представление оперы, полностью переведённой на арабский язык. Ратиба Аль-Хефни выходила на сцену в Риме, Берлине, Праге, других городах, участвовала во многих постановках в Египте. В её репертуаре партии в операх «Волшебная флейта» и «Свадьба Фигаро» В. А. Моцарта, «Травиата» и «Риголетто» Дж. Верди, «Орфей и Эвридика» К.-В. Глюка, «Богема» Дж. Пуччини и другие. Сценическая карьера Аль-Хефни продолжалась более тридцати лет, певица оставила сцену на пике карьеры.